# Karin Olsson (konstnär)
Karin Olsson, född 1928 i Gnarp, död 2006, var en svensk målare och grafiker.
Hon var som konstnär autodidakt och debuterade med en utställning på Ingrid Malmeströms galleri i Stockholm 1964 och medverkade därefter i ett stort antal separat- och samlingsutställningar på bland annat Göteborgs konsthall, Gävle museum, Kalmar konstmuseum, Sundsvalls museum och med Trondheims kunstforening. En minnesutställning med hennes konst visades på ateljé Tornet 2007.
Olsson är representerad vid Sundsvalls museum, Hudiksvalls museum, Gävleborgs läns landsting, Västerbottens läns landsting, Västernorrlands läns landsting, Stockholms kommun, Umeå kommun, Linköpings kommun, Örnsköldsviks kommun, Statens konstråd, Sveriges allmänna konstförening.
Hon var gift med K-G Olsson.